# 桐生ファッションウィーク
桐生ファッションウィーク（きりゅうファッションウィーク、Kiryu Fashion Week）は、群馬県桐生市において毎年秋に開催される服飾文化の祭典である。

## 概要
桐生旧市街にある有鄰館や桐生織物会館、糸屋通りなど市内各所を会場として、毎年10月末から11月上旬にかけて開催される。
デザイナーや作家による桐生産地ブランドの繊維品や工芸品の展示販売会や、ファッションショー、古着市、仮装大会など、服飾に関する行事を中心に様々なイベントが行われる。
天神町の群馬大学工学部では「クラシックカーフェスティバルin桐生」が開催され、大学構内でクラシックカーが展示される。また、桐生市近郊を巡るラリーが行われる。ラリーのコースは開催年によって異なり、2012年（平成24年）は広沢町方面を走行した。解散後は本町通りでパレードが行われる。
本町の買場通りでは、江戸時代の桐生新町で行われていた絹市を復活させた買場紗綾市が、桐生天満宮では古民具骨董市が開かれる。ファッションウィークの開催日程は、買場紗綾市や古民具骨董市が行われる第1土曜日と、「桐生きものの日」である11月3日（文化の日）を含むように組まれている。

## 歴史
1996年（平成8年）の初回開催時は、11月1日から5日までの5日間の開催であったが、第2回以降は10月末から開催されるようになった。第3回以降から開催期間が拡大され、例年7日間から10日間にかけて開催されている。
2002年（平成14年）の第7回ファッションウィークでは、桐生西宮神社の石段でファッションショーが開催された。2006年（平成18年）の第11回ファッションウィークから、群馬大学桐生キャンパス構内で、クラシックカーフェスティバルin桐生が開催されるようになった。